# Dinotrema soror
Dinotrema soror är en stekelart som beskrevs av Charles Thomas Brues 1907. Dinotrema soror ingår i släktet Dinotrema och familjen bracksteklar. Inga underarter finns listade i Catalogue of Life.